# Крейлерский лес
Крейлерский лес (нидерл. Creiler Woud, з.-фриз. Kreiler Wâld) — бывший лес, который раньше располагался на северо-востоке современной провинции Северная Голландия.
Лес, известный как охотничьи угодья, основанные голландским графом Флорисом II в 1119 году, простирался от Текселя до Энкхёйзена.
Во время наводнения Всех святых 1 ноября 1170 года Крейлерский лес был затоплен заливом Зёйдерзе в процессе его образования.
Часть территории, на которой когда-то находился лес, была восстановлена путём создания польдера Вирингермер в 1927 году. Остатки леса всё ещё можно найти на дне Ваттового моря и Эйсселмера. Названия североголландского города Крейл и флеволандских городов Крейл и Крейлерорд происходят от названия Крейлерского леса; два последних названия не связаны исторически с лесом, а просто являются современными отсылками к его имени.